# Triarthron
Triarthron är ett släkte av skalbaggar som beskrevs av Johann Christian Friedrich Märkel 1840. Triarthron ingår i familjen mycelbaggar.
Släktet innehåller bara arten Triarthron maerkelii.